# Dunmossa
Dunmossa (Trichocolea tomentella) är en mossa som växer på skuggiga och fuktiga platser som vid källor, vissa sorters kärr, sumpskogar och bäckstränder.
Mossan är ljust grön i färgen och har ett tuv- eller mattbildande växtsätt. Skotten kan bli upp till 10 centimeter långa och är platta och dubbelt pargreninga, närmast plymlika till utseendet. Mossans blad ger som dess trivialnamn antyder ett något “dunigt“ intryck, då dessa är försedda med små fina utskott.
Dunmossans utbredning omfattar Europa, östra Nordamerika och Asien. Den finns också i Tunisien. I Norden förekommer den främst i de sydligare delarna. 
Arten kategoriseras som nära hotad av Internationella naturvårdsunionen. I Sverige var dunmossa upptagen som missgynnad i 2005 års rödlistning. Från och med 2010 års rödlista kategoriseras den som livskraftig.